# بلانش ليمكو فان جينكل
بلانش ليمكو فان جينكل (بالإنجليزية: Blanche Lemco van Ginkel)‏ مواليد 14 ديسمبر 1923 في لندن، هي مهندسة معمارية كندية. وكانت عضوة في فرقة العشرة التي خصصت لمناقشة ووضع أفكار مشتركة وتقديم أوراق عن الهندسة المعمارية وتخطيط المدن. وحضرت عدة اجتماعات في المؤتمر الدولي للعمارة الحديثة.